# Pippa Grandison
Pippa Jody Grandison (* 12. September 1970 in Perth, Western Australia) ist eine australische Schauspielerin und Musicaldarstellerin.

## Leben und Karriere
Pippa Grandison wurde in der westaustralischen Metropole Perth geboren und besuchte die High School. 1986 nahm sie im Rahmen eines Schüleraustausches mit der High School von Jacksonville in Florida teil. 1990 gab sie in der australischen Fernsehserie A Country Practice ihr Debüt vor der Kamera. Bekannt ist sie im deutschsprachigen Raum durch ihre Nebenrolle der Nicole in Muriels Hochzeit aus dem Jahr 1994. In der englischsprachigen Originalversion von Schweinchen Babe in der großen Stadt (Babe: Pig in the City) wirkte sie in einer Sprechrolle mit. Sie war Mitglied in einer Popgruppe namens „Lady Killer“. Pippa Grandison ist auch als Musicaldarstellerin tätig. So war sie unter anderem in The Witches of Eastwick zu sehen. Von Dezember 2009 bis Mai 2010 trat sie in Sydney erfolgreich in der Hauptrolle der Elphaba in dem Musical Wicked – Die Hexen von Oz (Wicked – The Musical) auf.
Seit September 2000 ist Pippa Grandison mit dem ebenfalls aus Perth stammenden Schauspieler Steve Le Marquand verheiratet. Die beiden sind Eltern einer Tochter und leben in Sydney.

## Filmografie (Auswahl)

### Filme
- 1992: Mut zur Freiheit (Over the Hill)
- 1994: Muriels Hochzeit (Muriel's Wedding)
- 1996: Hotel de Love
- 1996: Mein geliebter Feind (Dating the Enemy)
- 1998: Schweinchen Babe in der großen Stadt (Babe: Pig in the City)
- 1998: Two Girls and a Baby
- 2001: South Pacific
- 2002: Sway
- 2004: Lovesong
- 2007: Two Door Mansion
- 2009: Franswa Sharl
- 2016: Broke
- 2018: Book Week
- 2021: Akoni

### Fernsehserien
- 1990: A Country Practice
- 1991: G.P.
- 1992: E Street
- 1991: Goldene Geigen (Golden Fiddles)
- 1993: Time Trax – Zurück in die Zukunft (Time Trax)
- 1996: Water Rats – Die Hafencops (Water Rats)
- 1997: Big Sky
- 1999–2006: All Saints
- 2011: Underbelly: Razor
- 2016–2017: Here Come the Habibs!
- 2019–2021: Frayed
- 2021: Australia’s Sexiest Tradie
- 2023: The Claremont Murders